# Eurytoma condaliae
Eurytoma condaliae är en stekelart som beskrevs av Jean-Jacques Kieffer 1910. Eurytoma condaliae ingår i släktet Eurytoma och familjen kragglanssteklar. Inga underarter finns listade i Catalogue of Life.